# 大三元 (1996年電影)
《大三元》，是一部1996年香港喜劇片，導演為徐克，由張國榮、劉青雲、袁詠儀領銜主演。總票房$25,218,130港元，位於1996年香港中文片票房排行榜的第四名。

## 故事簡介
年青神父鍾國強（張國榮）爲了拯救妓女白雪花（袁詠儀）因此喬裝遷入妓女分租的公寓，CID劉青發（劉青雲）懷疑白雪花與賣淫集團有關。鍾國強爲一眾妓女找正當工作，培養她們唱歌的興趣，更爲她們與黑社會談判，白雪花誤以為洪中愛上自己。劉青發鍥而不捨的追查，引起誤會重重。

## 演員
| 演员   | 角色         |
| 張國榮 | 鍾國強(中哥) |
| 劉青雲 | 劉青發(發哥) |
| 袁詠儀 | 白雪花(白板) |
| 陳錦鴻 | 阿鴻         |
| 江欣燕 | 東東         |
| 畢嘉寶 | 南南         |
| 馮蔚衡 | 西西         |
| 洪欣   | Mary         |
| 鍾景輝 | 恐龍         |
| 熊欣欣 | 高利泰       |
| 陳 豪  | 陳俊男       |
| 黃百鳴 | 麥警司       |
| 謝天華 | 路人         |
| 朱永棠 | 路人         |
| 鮑漢琳 | 神父         |
| 成奎安 | 神父         |